# Heteromurinae
Sous-famille
Les Heteromurinae sont une sous-famille de collemboles de la famille des Orchesellidae.

## Liste des genres
Selon Checklist of the Collembola of the World (version du 24 août 2019) :
- Heteromurini Absolon & Kseneman, 1942
  - Alloscopus Börner, 1906
  - Dicranocentrus Schött, 1893
  - Dicranorchesella Mari Mutt, 1977
  - Falcomurus Mandal, 2018
  - Heteromurus Wankel, 1860
  - Heteromurtrella Mari Mutt, 1979
  - Pseudodicranocentrus Mari Mutt, 1981
  - Verhoeffiella Absolon, 1900
- Mastigocerini Mari Mutt, 1980
  - Mastigoceras Handschin, 1924

## Publication originale
- Absolon & Kseneman, 1942 : Troglopedetini. Vergleichende Studie über eine altertümliche höhlenbewohnende Kollembolengruppe aus den dinarischen Karstgebieten. Studien aus dem Gebiete der allgemeinen Karstforschung, der wissenschaftlichen Höhlenkunde, der Eiszeitforschung und den Nachbargebieten, vol. 16, p. 5–57.